# آکاسیای نقره‌ای
آکاسیای نقره‌ای یا میموزا ی نقره‌ای (نام علمی:  Acacia dealbata) درختی است همیشه سبز که مانند اکثر گونه‌های آکاسیا دارای برگ‌های مرکب دو شانه‌ای زوج بوده ولی بر خلاف آنها فاقد خار می‌باشد. گل‌های خوشه‌ای گردِ زرد رنگ آن در اواخر اسفند و اوایل فروردین ماه ظاهر می‌شود. درخت آکاسیای نقره‌ای در سال‌های اخیر به شمال ایران وارد شده و از جمله درختان بهار گل بوده که در فصل بهار زود به گل می‌نشیند و معمولاً در فروردین ماه شاخه‌های بریده و معمولاً گلدار آن به صورت زینتی به همراه سایر شاخه‌های گل بریده در گلفروشی‌ها به فروش می‌رسد.